# Die Zauberin
Die Zauberin (Чародейка, Tscharodéjka) ist eine Oper in vier Akten von Pjotr Iljitsch Tschaikowski. Das Libretto von Ippolit Schpaschinski basiert auf dessen gleichnamigem Theaterstück. Die Oper wurde zwischen September 1885 und Mai 1887 in Maidanowo,  Russland, komponiert und 1887 in Sankt Petersburg uraufgeführt.

## Handlung

### Erster Akt
Außerhalb der Stadt betreibt Nastasia, genannt Kuma, eine Gastwirtschaft, in der die Männer trinken, spielen, kämpfen und sich mit Frauen treffen. Man schimpft auch viel über die korrupten und bigotten Politiker und Kirchenleute. Die Fähigkeit Kumas, die Gäste zu bezaubern, macht die Frauen der Männer eifersüchtig, und man sagt ihr Zauberkräfte nach.
Als der Sohn des Fürsten, Prinz Juri, vorbeikommt, verliebt sich Kuma sofort in ihn, kann sich aber nicht überwinden, ihn einzuladen.
Kurz darauf taucht der Fürst selber mit seinem Schreiber Mamirow auf. Alle wollen in Panik fliehen, weil der konspirative Ort dem Fürsten ein Dorn im Auge ist, und Mamirow droht auch gleich, man solle die Wirtschaft niederbrennen. Kuma aber versucht auf ihre Weise, die Situation zu retten: sie schmeichelt dem Fürsten, lädt ihn zum Wein ein und überzeugt ihn, dass ihre angebliche Zauberkunst nur besondere Liebenswürdigkeit ist. Sie bringt den Fürsten sogar so weit, Mamirow mit auftretenden Gauklern tanzen zu lassen. Gedemütigt schwört dieser Rache, während der Fürst, völlig beeindruckt von Kuma, seinen Diamantring in seinen leeren Becher fallen lässt.

### Zweiter Akt
Die Eifersucht der Fürstin wird durch Mamirow weiter genährt, der verspricht, Kuma weiter zu bespitzeln. Im Sinne Mamirows, der Kumas Tod will, erzählt seine Schwester Nanila, die Kammerfrau der Fürstin, ihr von einem Gift, die Fürstin behauptet aber, davon nichts wissen zu wollen.
Ihrem Sohn eröffnet die Fürstin, eine Frau für ihn gefunden zu haben. Der Prinz merkt aber, dass etwas seine Mutter bedrückt. Sie will ihn aber von allen schlechten Nachrichten fernhalten.
Der Bettelmönch Paisi wird von Mamirow engagiert, den Prinzen zu beobachten.
Es kommt zum offenen Streit zwischen dem Fürsten und der Fürstin, die droht, die heimliche Affäre ihres Mannes den Vertretern der Kirche anzuzeigen.
Als einige Diebe Waren in den Fürstenpalast bringen, wirft das Volk Mamirow vor, es zu berauben. Als Ausschreitungen drohen, stellt sich Prinz Juri öffentlich auf die Seite der Bürger und fällt damit bei seinen Eltern in Ungnade. Als er von der angeblichen Affäre seines Vaters erfährt, schwört er, seine Mutter zu rächen.

### Dritter Akt
In ihrem Zimmer gesteht der Fürst Kuma seine Liebe, die sie nicht erwidert. Gegen sein weiteres Drängen kann sie sich nur mit einem Messer schützen, und der Fürst verlässt sie.
Zwei Freunde berichten ihr vom Racheplan Juris, den sie liebt. Sie stellt sich schlafend und wartet auf ihn. Der Prinz kommt mit einem Dolch in ihr Zimmer und will gerade zustechen, da ist er von ihrer Schönheit verzaubert und lässt die Waffe sinken. Kuma gesteht, dass sie nicht seinen Vater, sondern ihn liebe. Nach kurzem Zögern gibt Juri nach.

### Vierter Akt
Eine Jagd in den Wäldern nimmt Juri zum Anlass, mit Kuma zu fliehen. Trotz der Warnungen seiner Freunde vor ihren angeblichen Zauberkräften will er sie im Wald treffen.
Auch die Fürstin ist in den Wald gekommen, um vom Magier Kudma ein Gift zu holen.
Kuma, die von ihren Gefährten in den Wald gebracht und verabschiedet wurde, trifft auf die als Pilgerin verkleidete Fürstin, die ihr Wasser aus einer Quelle anbietet. Heimlich hat sie das Gift hineingemischt.
Auf die nahenden Jagdhörner hin entfernt sich die Fürstin. Juri trifft auf Kuma, und beide freuen sich, miteinander fliehen zu können, da stirbt sie in seinen Armen. Als die Fürstin den Mord zugibt, verflucht ihr Sohn sie, sie aber lässt Kumas Leiche in den Fluss werfen. Auch der Fürst tritt auf, will seinem Sohn aber nicht glauben, dass Kuma tot ist. In dem folgenden Streit tötet er ihn.
Zu spät erkennt der Fürst, was er getan hat und verfällt dem Wahnsinn.

## Aufnahmen
- Kisselioff, Borissenko, Nelepp, Sokolova, Korolioff; Samossud; Moskau, 1954
- Oleg Klenov (Prince Kurlyatev), Lyudmila Simonova (Princess Yevpraksiya), Lev Kuznetsov (Prince Yuriy), Yevgeny Vladimirov (Mamirov), Nina Derbina (Nenila), Boris Dobrin (Ivan Zhuran), Rimma Glushkova (Natasya), Pyotr Gluboky (Foka), Galina Molodtsova (Polya), Vladimir Makhov (Balakin), Sergei Strukachev (Potap), Lev Eliseyev (Lukash), Vladimir Matorin (Kichiga), Andrei Sokolov (Payisy), Viktor Ribinsky (Kudma); Gennady Provatorov (Leitung); Radiosymphonieorchester und Rundfunkchor Moskau; Moskau, 1978
- Zyrianova, Alexeev, Shemchuk, Grigorian, Kit; Gergiev; Amsterdam, 1992
- Asmik Grigorian, Ian McNeil, Claudia Mahnke; Valentin Uryupin (Leitung), Vasily Barkhatov (Regie); Oper Frankfurt, 2024 (DVD bei Naxos)